# Лето на обалама Мисисипија
Лето на обалама Мисисипија (енгл. Mud) амерички је филм из 2012. режисера Џефа Николса у коме глуме Тај Шеридан, Џек Лофланд, Рис Видерспун и Метју Маконахеј у насловној улози.
Радња прати двојицу дечака који се на једном острвцету у реци Мисисипи сусрећу са мистериозним бегунцем. Дечаци одлучују да му помогну да избегне полицајце који су му на трагу и да се поново сусретне са девојком коју воли од детињства.
Филм је премијерно приказан на фестивалу у Кану 2012, где се такмичио за награду Златна палма. На додели Награда Спирит освојио је награду Роберт Алтман, а Џек Николс је био номинован за најбољег режисера.

## Улоге
| Глумац          | Улога          |
| --------------- | -------------- |
| Метју Маконахеј | Мад            |
| Рис Видерспун   | Џунипер        |
| Тај Шеридан     | Елис           |
| Џекјоб Лофланд  | Некбоун        |
| Сем Шепард      | Том Бланкеншип |
| Реј Макинон     | Сениор         |
| Сара Полсон     | Мери Ли        |
| Мајкл Шенон     | Гејлен         |